# St. Barbara (Ramersbach)

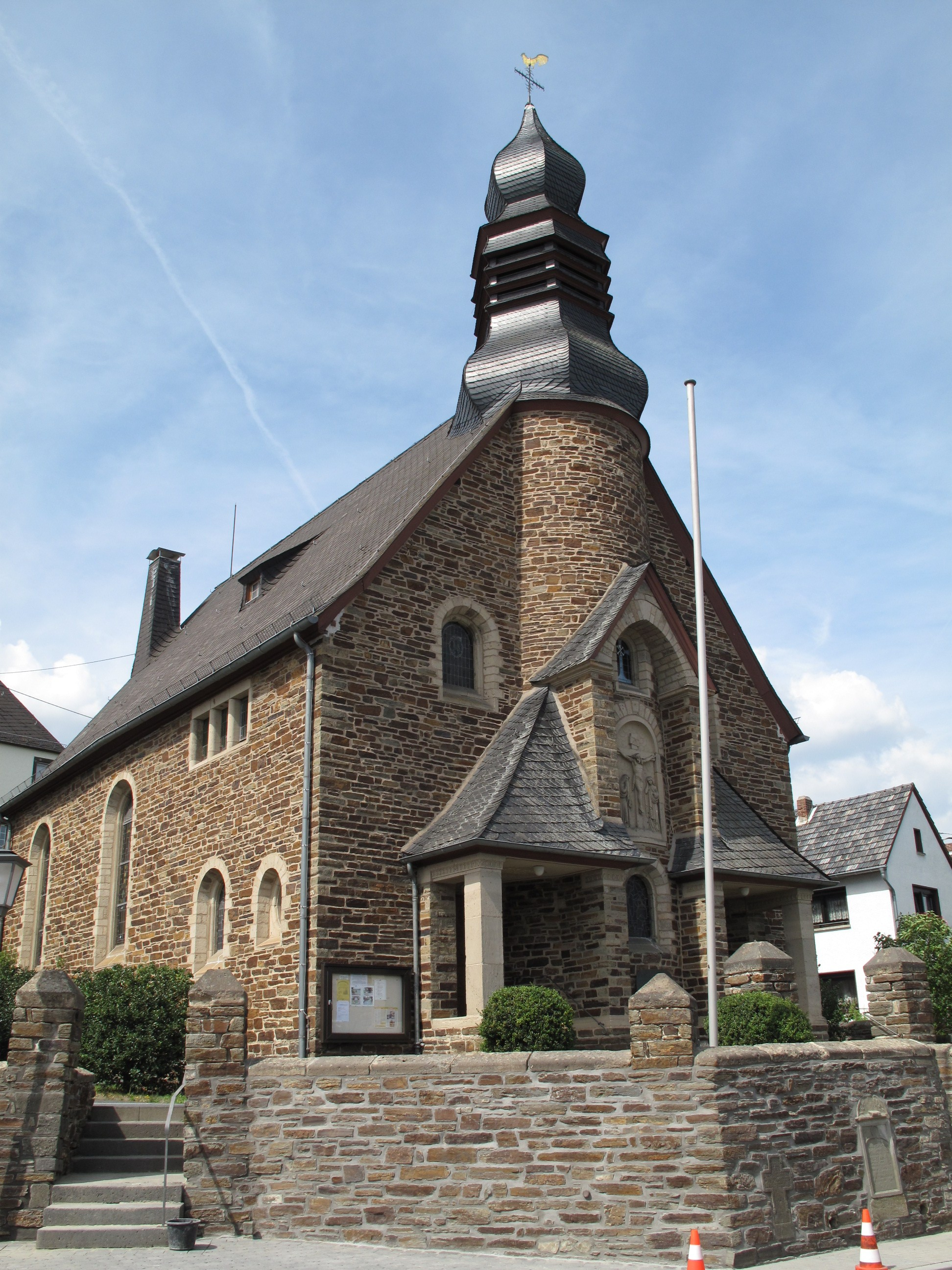
Katholische Pfarrkirche St. Barbara

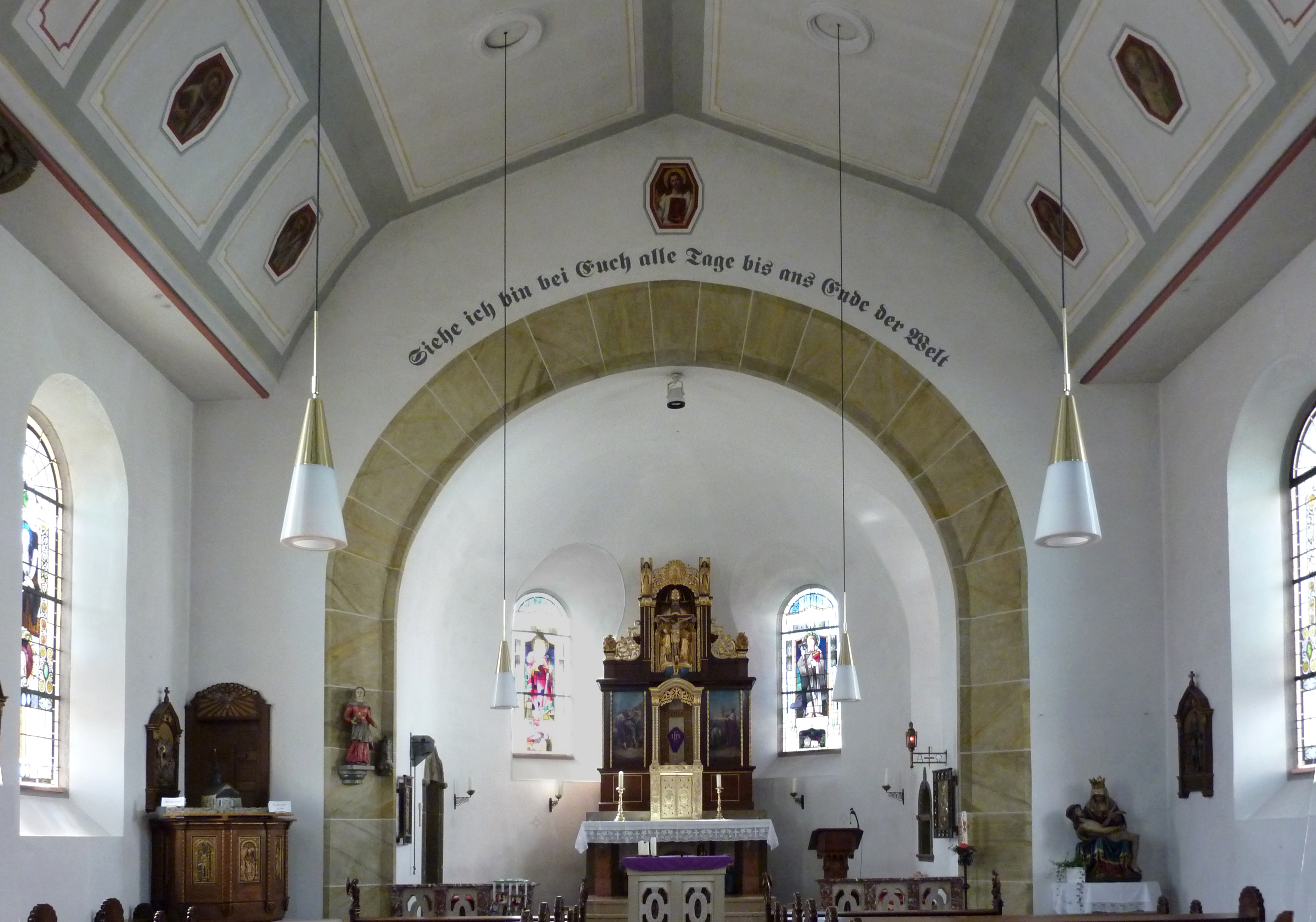
Innenraum mit Altar

Die katholische Pfarrkirche St. Barbara in Ramersbach, einem Stadtteil von Bad Neuenahr-Ahrweiler in Rheinland-Pfalz, wurde 1907/08 erbaut. Sie steht an der Mayener Straße 2.

## Geschichte
Bereits im 14. Jahrhundert besaß Ramersbach eine kleine Kapelle, die der heiligen Barbara geweiht war.
Als das 1738 errichtete Gotteshaus baufällig geworden war, beschloss die Pfarrgemeinde einen Neubau zu errichten. Der Saalbau aus einheimischem Bruchstein war für die Gemeinde nur unter Schwierigkeiten zu finanzieren.

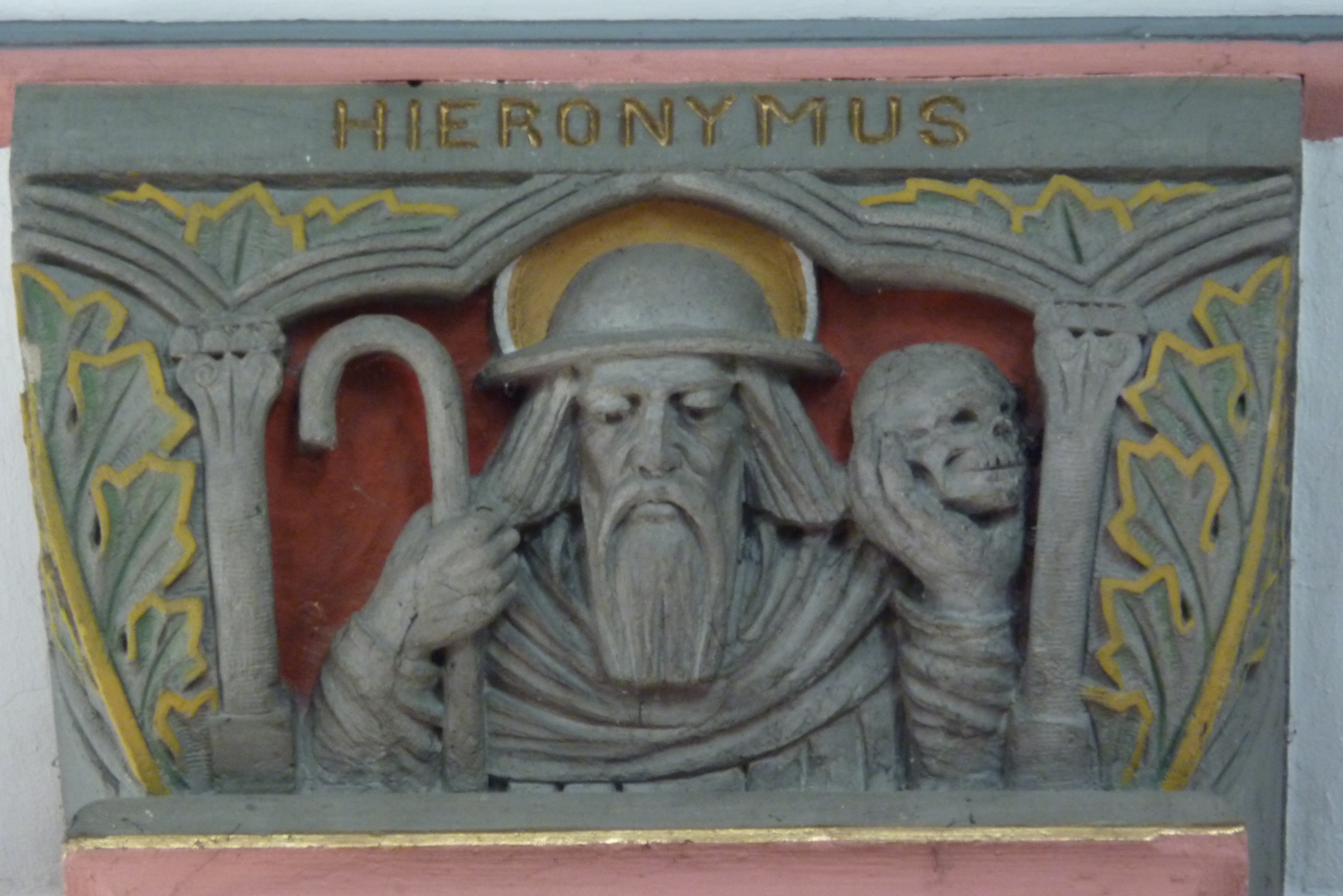
Kapitell mit der Darstellung des heiligen Hieronymus

Der heutige Kirchenbau, 1907/08 nach den Entwürfen des Trierer Architekten Peter Marx erbaut, ist die einzige Kirche des Bistums Trier, die in ihrer Ausstattung Stilelemente des Jugendstils aufgreift. Die kunstvolle Fensterverglasung von Binsfeld, Werkstätten für Glasgestaltung in Trier, nach den Entwürfen von Josef Dornoff (1874–1944), ragt in einem besonderen Maße hervor. Der Altar ist dreigeteilt – sowohl vertikal als im Aufsatz horizontal, das linke Bild zeigt Abraham und Isaak, das rechte Melchisedech.
Die 2005 eingeweihte Orgel hat ein Manual und acht Register. Sie stammt von der Orgelbauwerkstatt Fischer & Krämer.

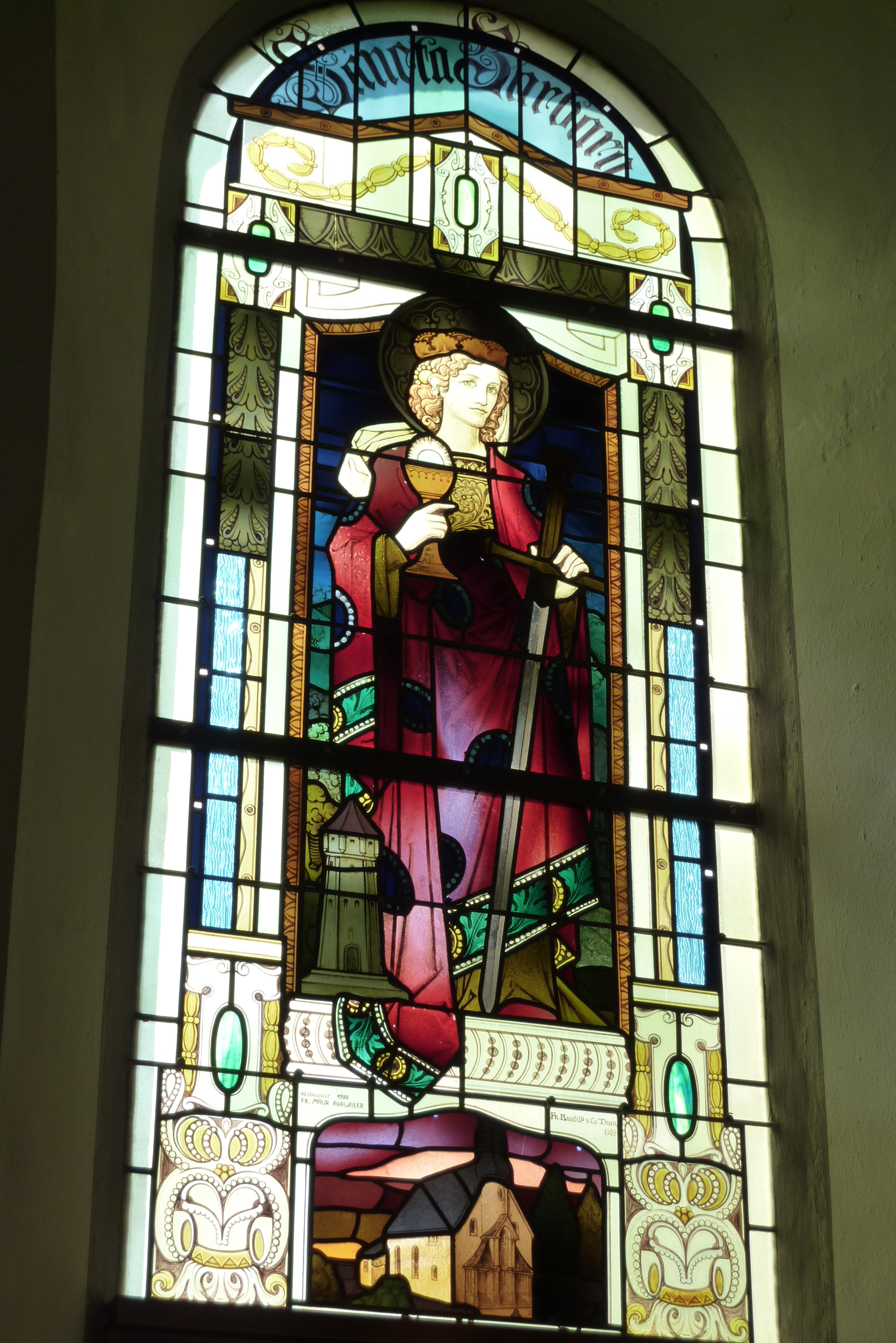
Fenster mit der Darstellung der heiligen Barbara
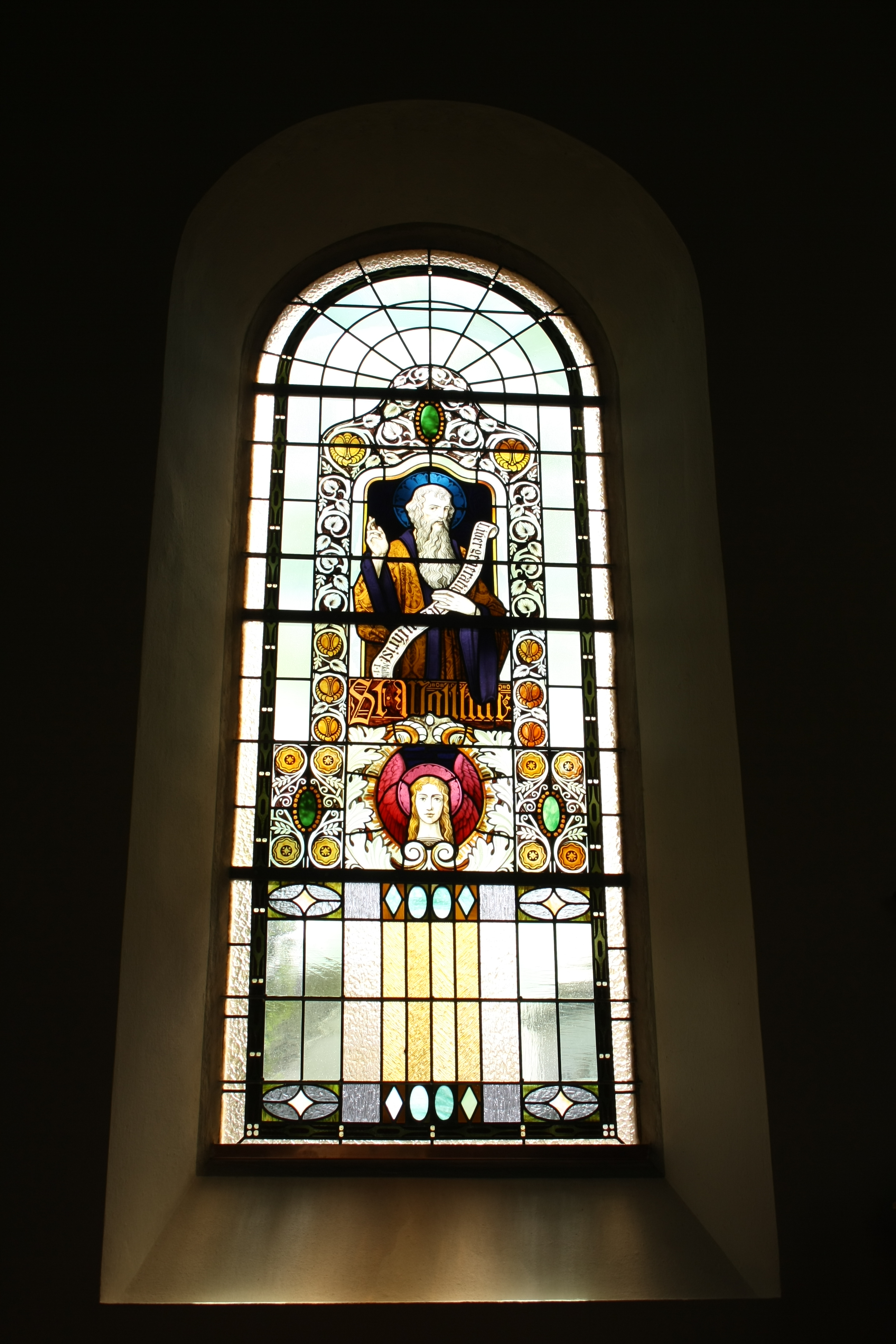
Fenster mit der Darstellung des Evangelisten Matthäus
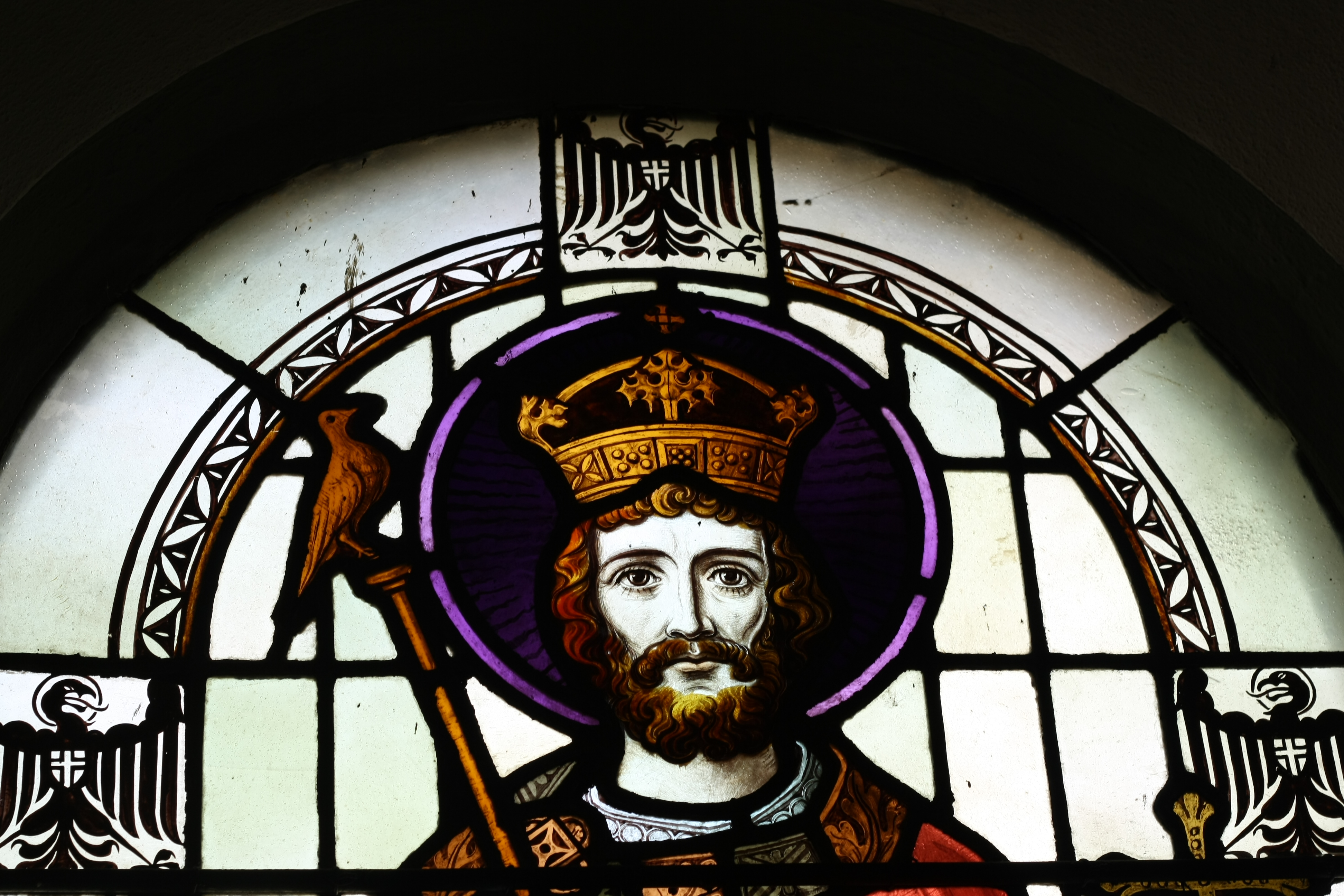
Fenster mit Darstellung des Kaisers Heinrich II.
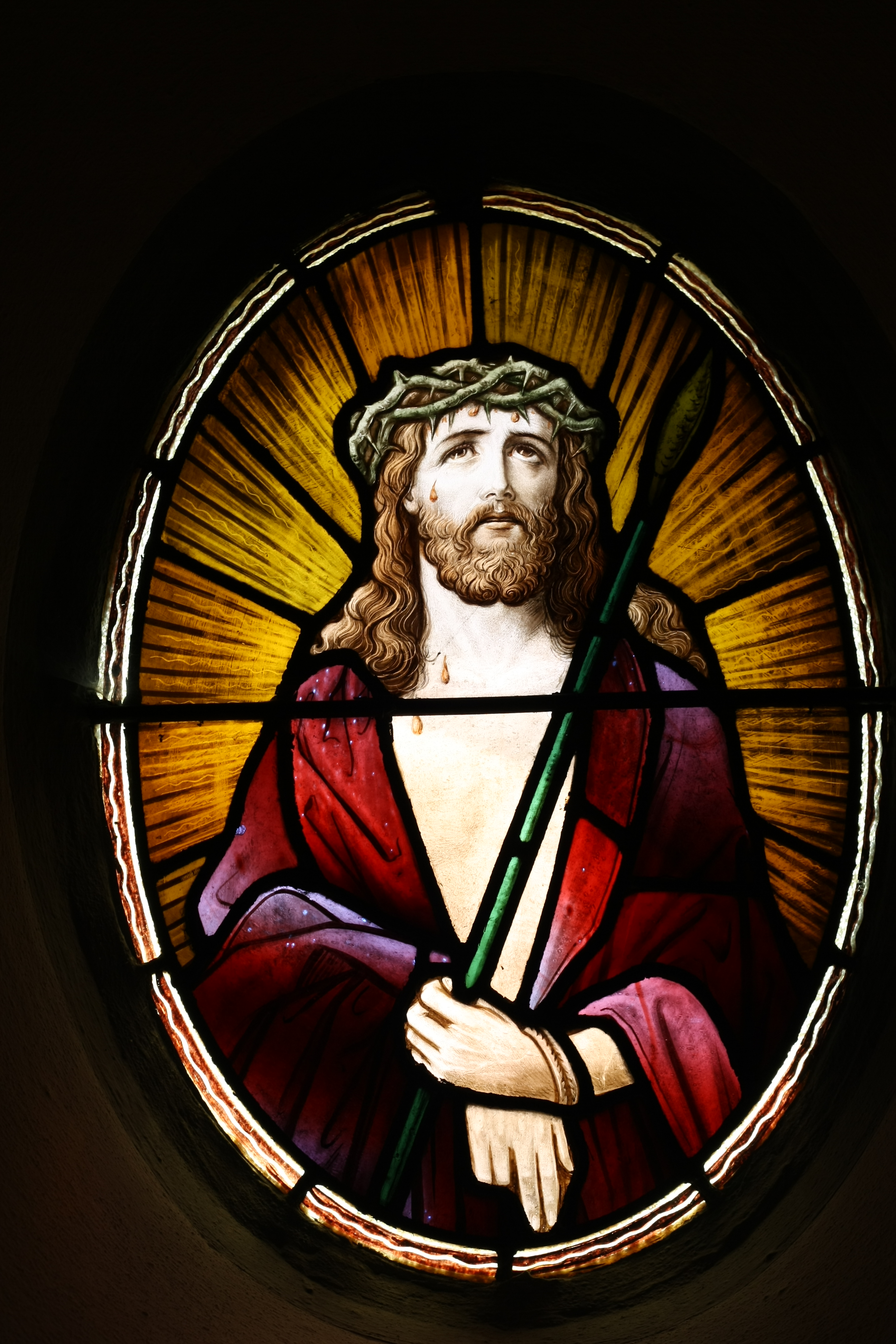
Fenster mit Darstellung des Schmerzenmannes

## Pfarrei St. Barbara
Die Pfarrei St. Barbara gehörte bis zum 31. August 2011 zur Pfarreiengemeinschaft St. Laurentius, seither gehört sie zur Pfarreiengemeinschaft Bad Neuenahr-Ahrweiler und nach wie vor zum Dekanat Ahr-Eifel im Bistum Trier.